# فولتشانسك
فولتشانسك (بالروسية: Волчанск) هي إحدى مدن روسيا في الكيان الفدرالي الروسي سفيردلوفسك أوبلاست.